# Nederlandse gemeenteraadsverkiezingen
Nederlandse gemeenteraadsverkiezingen zijn verkiezingen waarbij de gemeenteraad van een Nederlandse gemeente wordt gekozen. Omdat voor alle gemeenten op dezelfde dag verkiezingen worden gehouden (behalve in bijzondere gevallen, zoals bij een gemeentelijke herindeling), spreekt men veelal van gemeenteraadsverkiezingen (in het meervoud).
De Nederlandse gemeenteraadsleden worden om de vier jaar gekozen.
Artikel 129 van de Grondwet schrijft voor dat de leden rechtstreeks worden gekozen; rechtstreeks betekent zonder tussenschakels en tussenpersonen.
Dit betekent dat die leden een zetel behalen die de meeste stemmen krijgen. In het huidige systeem (evenredige vertegenwoordiging) worden stemmen overgedragen.
Stemrecht hebben alle Nederlanders en andere EU-onderdanen die ook daadwerkelijk in Nederland wonen, mits zij 18 jaar of ouder zijn. Ook niet-EU-onderdanen die langer dan vijf jaar (legaal) in Nederland verblijven, mogen stemmen. Voor de Tweede Kamerverkiezingen daarentegen kent de Grondwet uitsluitend kiesrecht toe aan Nederlanders, ongeacht of zij wel of niet woonachtig in Nederland zijn.

## Gemeenteraadsverkiezingen 2014
In 2014 zijn reguliere gemeenteraadsverkiezingen gehouden op 19 maart. Er werd gestemd in 380 gemeenten.
In een aantal gemeenten werden deze verkiezingen in verband met gemeentelijke herindelingen overgeslagen. In die gemeenten werden tussentijdse verkiezingen gehouden (november 2012, november 2013, november 2014).

## Gemeenteraadsverkiezingen 2018
In 2018 zijn reguliere gemeenteraadsverkiezingen gehouden op 21 maart. Er werd gestemd in 335 gemeenten.
In een aantal gemeenten werden deze verkiezingen in verband met gemeentelijke herindelingen overgeslagen. In die gemeenten werden tussentijdse verkiezingen gehouden (november 2015, november 2016, november 2017).

## Gemeenteraadsverkiezingen 2022
In 2022 zijn reguliere gemeenteraadsverkiezingen gehouden op 16 maart. Er werd gestemd in 332 gemeenten.
In een aantal gemeenten werden deze verkiezingen in verband met gemeentelijke herindelingen overgeslagen. In die gemeenten werden c.q. worden tussentijdse verkiezingen gehouden (november 2020, november 2021, maart 2022 en november 2022)